# دیوید نان
دیوید نان (انگلیسی: David Nunn؛ ۴ اوت ۱۹۶۲ – ۲۶ آوریل ۲۰۱۲) بازیگر بریتانیایی بود.
از فیلم‌ها یا مجموعه‌های تلویزیونی که وی در آن‌ها نقش داشته‌است، می‌توان به بلک‌ادر اشاره نمود.